# Alvin Stardust
Pour les articles homonymes, voir Stardust.
Alvin Stardust est un chanteur de rock britannique né le 27 septembre 1942 à Muswell Hill et mort le 23 octobre 2014 à Ifold. Né Bernard Jewry, il devient célèbre au début des années 1960 au sein du groupe Shane Fenton & The Fentones, sous le pseudonyme de « Shane Fenton ». Il connaît ensuite une période d'obscurité avant de renouer avec le succès au début des années 1970 en s'adaptant à la vague glam rock avec une nouvelle persona, « Alvin Stardust ».

## Biographie

### Origines
Bernard William Jewry voit le jour dans le quartier londonien de Muswell Hill. Il est encore jeune lorsque sa famille s'installe à Mansfield, dans le Nottinghamshire. Il découvre le rock 'n' roll à l'adolescence et commence à jouer de la guitare à l'âge de douze ans.

### Shane Fenton
Alors qu'il étudie à Southwell, Jewry se lie d'amitié avec Johnny Theakstone & The Tremeloes, un groupe de la région pour qui il sert parfois de roadie. Johnny Theakstone meurt subitement des suites d'une maladie infantile et le groupe compte se dissoudre, mais ils sont contactés par la BBC : avant sa mort, Theakstone leur avait envoyé un enregistrement, et la radio souhaite les inviter à auditionner pour un passage dans l'émission Saturday Club. Bernard accepte de remplacer son ami et prend le pseudonyme « Shane Fenton », nom sous lequel Theakstone avait envoyé les bandes à la BBC.
Shane Fenton & The Fentones signe chez Parlophone. Plusieurs des 45 tours du groupe connaissent des ventes importantes en 1961 et 1962, comme I'm a Moody Guy (no 22 au Royaume-Uni) ou Cindy's Birthday (no 19). Ces premiers succès ne sont pas suivis d'autres, et les Fentones se séparent en 1965. Dans les années qui suivent, le chanteur continue à se produire sur des petites scènes et envisage brièvement une carrière dans le management.

### Alvin Stardust
En 1973, Peter Shelley, cofondateur du label Magnet Records, écrit et enregistre une chanson intitulée My Coo Ca Choo. Le single, sorti sous le pseudonyme « Alvin Stardust » rencontre un succès auquel il ne s'attendait pas, mais il ne souhaite pas incarner lui-même ce chanteur. C'est Hal Carter, le manager de Shane Fenton, qui lui recommande son client. Fenton devient ainsi Alvin Stardust. Avec son blouson et son pantalon de cuir noir, sa coupe de cheveux tout droit sortie des années 1950 et son air menaçant, il constitue « une variante à paillettes de Gene Vincent pour les années soixante-dix ». My Coo Ca Choo se classe no 2 des ventes au mois de novembre, et les chansons écrites par Shelley pour Stardust connaissent un succès soutenu dans les deux années qui suivent, dont un single no 1 avec Jealous Mind en 1974.
À la fin des années 1970, la mode du glam rock disparaît, mais Alvin Stardust parvient à rebondir sur le label Stiff Records grâce au single Pretend, qui se classe dans le top 5 en 1981. Il connaît encore plusieurs réussites dans les charts durant la première moitié des années 1980. Son dernier album de nouvelles chansons sort en 1984, mais il continue à se produire sur scène tout au long des années 1990 et 2000. Il se diversifie également en jouant la comédie à la radio et au théâtre.
Alvin Stardust est décédé le 23 octobre 2014 à Ifold, dans le Sussex de l'Ouest, à l'âge de 72 ans, quelques semaines après qu'on lui a diagnostiqué un cancer de la prostate. Il travaillait alors sur un nouvel album de chansons inédites.

## Discographie

### Shane Fenton & The Fentons
- 1961 : I'm a Moody Guy / Five Foot Two, Eyes of Blue (no 22)
- 1962 : Walk Away / Fallen Leaves on the Ground (no 38)
- 1962 : It's All Over Now / Why Little Girl (no 29)
- 1962 : The Mexican / Lover's Guitar (no 41)
- 1962 : Cindy's Birthday / It's Gonna Take Magic (no 19)
- 1962 : The Breeze and I / Just for Jerry (no 48)
- 1962 : Too Young For Sad Memories / You're Telling Me
- 1963 : I Ain't Got Nobody / Hey Miss Ruby
- 1963 : A Fool's Paradise / You Need Love
- 1963 : Don't Do That / I'll Know
- 1964 : Hey Lulu / I Do Do You

### Alvin Stardust
- 1973 : My Coo Ca Choo / Pull Together (no 2)
- 1974 : Jealous Mind / Guitar Star (no 1)
- 1974 : Red Dress / Little Darlin' (no 7)
- 1974 : You You You / Come On! (no 6)
- 1974 : Tell Me Why / Roadie Roll On (no 16)
- 1975 : Good Love Can Never Die / The Danger Zone (no 11)
- 1975 : Sweet Cheatin' Rita / Come On (no 37)
- 1975 : Move It / Be Smart Be Safe (The Green Cross Code Song)
- 1975 : Angel From Hamburger Heaven / Be Smart Be Safe (The Green Cross Code Song)
- 1976 : It's Better to Be Cruel Than Be Kind / Here I Go Again
- 1976 : The Word is Out / No Parking Space
- 1977 : Growin' Up / A Hobo's Life
- 1981 : Pretend / Goose Bumps (no 4)
- 1981 : A Wonderful Time Up There / I Love You So Much (no 56)
- 1982 : Weekend / Butterflies
- 1982 : I Want You Back in My Life Again / I Just Wanna Make Love to You
- 1982 : A Picture of You / Hold Tight
- 1983 : Walk Away Renee / Victim of Romance
- 1984 : I Feel Like Buddy Holly / Luxury (no 7)
- 1984 : I Won't Run Away / Tigers Don't Climb Trees (no 7)
- 1984 : So Near to Christmas / Alright - O.K. (no 29)
- 1985 : Got a Little Heartache / Again (no 55)
- 1985 : Sleepless Nights / Show You the Way
- 1986 : Jailhouse Rock (The Coming Out Mix) / Love is Real
- 1986 : I Hope and I Pray / Speak of Love (avec Sheila Walsh)
- 1989 : Christmas / Executive
- 2014 : Alvin